# Eucinetus elongatus
Eucinetus elongatus is een keversoort uit de familie buitelkevers (Eucinetidae). De wetenschappelijke naam van de soort werd in 1916 gepubliceerd door Maurice Pic.